# Emil Östreicher
Emil Östreicher (* 2. Dezember 1915 in Győr, Ungarn; † 20. Oktober 1992 in Budapest) war ein ungarischer Fußballfunktionär, vornehmlich bekannt als Manager bei den historisch bedeutenden Mannschaften von Honved Budapest und Real Madrid in den 1950er und frühen 1960er Jahren. In Deutschland war er in den 1970er Jahren kurz beim FC Schalke 04. Zudem war er in den 1962 und 1976 Jahren bei AC Torino, Español Barcelona und Valencia CF tätig. In den 1980er Jahren war er noch Technischer Direktor bei der ungarischen Nationalmannschaft und dem ungarischen Verband.

## Leben und Wirken
Östreichers Karriere als Fußballspieler beschränkt sich vornehmlich darauf, als Jugendlicher bei einer Budapester Straßenfußballmannschaft, die sich Real nannte, gespielt zu haben. 1945 wurde kaufmännischer Leiter bei ETO Győr, später bei Vasas Budapest. Circa 1950 bekam er den Job als Leiter der Fußballabteilung von Honved Budapest. In den folgenden Jahren erlangte der ungarische Fußball durch die Nationalmannschaft Weltgeltung. Die Stütze dieser Mannschaft bildeten die Spieler von Honved, zu denen auch Ferenc Puskás gehörte.
Ende Oktober 1956 reiste er mit Honved mit persönlicher Erlaubnis von Ministerpräsident Imre Nagy aufgrund des Ungarischen Volksaufstandes nach Westeuropa ab, um sich dort in relativ friedlicher Umgebung auf die anstehenden Achtelfinalpartien im Europapokal der Landesmeister gegen Athletic Bilbao in Brüssel vorzubereiten. Zwischenzeitlich tingelte Honved durch Europa, um sich durch von Östreicher organisierte Privatspiele ihren Lebensunterhalt zu verdienen. Zusammen mit einigen Spielern von anderen Vereinen, die sich ebenso in den Westen abgesetzt hatten, reiste die Mannschaft, entgegen den Anordnungen des Verbandes im Januar 1957, schließlich zu Spielen gegen CR Flamengo und Botafogo FR nach Brasilien. Nach zwei abschließenden Partien in der venezolanischen Hauptstadt Caracas reiste die Mannschaft nach Europa zurück, wenngleich ohne Béla Guttmann, der sich als Trainer beim FC São Paulo verdingt hatte. Einige Spieler kehrten nun artig nach Ungarn zurück, andere verblieben in Westeuropa, wo sie dann nach Ablauf einer einjährigen Sperre ihre Karrieren fortsetzen konnten.
Östreicher kam, wie es heißt, zunächst beim Wiener Sportklub unter. Im Februar 1958 wurde er von Real Madrid als Technischer Direktor unter Vertrag genommen. Er konnte dann auch seinen Freund Ferenc Puskás zum Verein holen. In jener Ära gewann Real Madrid zwischen 1956 und 1960 fünfmal den Europapokal der Landesmeister.
Im Februar 1962 folgte Don Emilio, wie er mittlerweile gerne genannt wurde, einem gut dotierten finanziellen Angebot des AC Turin und wurde dort General Manager. Eine Entscheidung, die Östreicher zeitlebens bedauern sollte. Die Zusammenarbeit kam schon im Dezember des Jahres zum Erliegen. Danach war er wieder in Spanien, diesmal, von um 1964/65, als dort der vormalige große Star Reals, Alfredo Di Stéfano seinen Austrag erspielte und László „Ladislao“ Kubala Trainer war, bis Oktober 1969 für Español Barcelona und circa ab Mitte 1974 Jahre noch den FC Valencia tätig.
Im Frühjahr 1977 traf er zufällig beim Mittagessen in einem seiner beiden Hotels in Benidorm an der spanischen Mittelmeerküste den Präsidenten des deutschen Bundesligisten FC Schalke 04 Karl-Heinz Hütsch, der ihn in schließlich per Juli des Jahres als persönlichen Berater mit Managerfunktionen anheuerte. Anfang März 1978 fiel dort aber Präsident Hütsch einer vereinsinternen Rebellion zum Opfer und wurde durch seinen Vorgänger Günter Siebert ersetzt. Da Östreicher aber nur einen Vertrag mit Hütsch und nicht dem Verein hatte, war dessen umstrittenes Engagement damit auch beendet. Die von ihm verpflichteten Wim Suurbier, niederländischer Vizeweltmeister von 1974, Lennart Larsson aus Schweden und der deutsche Nationalspieler Manfred Ritschel erwiesen sich nicht als nachhaltige Verstärkungen für die Gelsenkirchener. Sein Spruch nach einer Niederlage gegen den FC Bayern lieber einmal 1:7 als siebenmal 0:1 verlieren, blieb in Erinnerung.
1982 war er technischer Direktor der ungarischen Nationalmannschaft bei der Fußball-Weltmeisterschaft 1982 in Spanien. Zwischen 1984 und 1986 war noch er Technischer Direktor beim Ungarischen Fußballverband.
Östreicher, der erst mit 40 Jahren heiratete – seine Frau Margit, geborene Eperjessy, war über zehn Jahre hinweg Meisterin im Rudern und zudem als vorzügliche Köchin bekannt – und lange Zeit Benidorm an der spanischen Mittelmeerküste, wo er zwei Hotels besaß, als seine zweite Heimat betrachtete, ließ sich in seinen späteren Jahren wieder dauerhaft in Budapest nieder, wo er am 20. Oktober 1992 im Alter von 77 Jahren verstarb.